# Cathy Downs
Pour les articles homonymes, voir Downs.
Cathy Downs est une actrice américaine née le 3 mars 1926 à Port Jefferson, Long Island, et morte le 8 décembre 1976 à Los Angeles, en Californie (États-Unis).

## Biographie
Cathy Downs est née à Port Jefferson, New York. Elle est la fille de James Nelson Downs et d'Edna Elizabeth Newman.
Modèle pour l'agence Walter Thornton, elle a été amenée à Hollywood en 1944 par un dépisteur de talents de la 20th Century Fox. Le studio l'a d'abord utilisée comme modèle, lui donnant des opportunités limitées d'agir.
Elle commence sa carrière cinématographique avec de petits rôles non crédités dans La Foire aux Illusions et Les Dolly Sisters en 1945. En 1946, elle tient un rôle principal dans La Poursuite Infernale et joue l'épouse infidèle de Clifton Webb dans L'impasse tragique. À la suite du succès de La Poursuite Infernale, Cathy Downs joue dans un drame carcéral, le film noir For You I Die (1947) puis dans la comédie de Abbott et Costello Trente-six heures à vivre et plusieurs westerns. En 1947, elle est abandonnée par la Fox pour des raisons inconnues et ne sera jamais employée par un autre grand studio.
En 1949, elle participe à une photo plus tard célèbre du magazine Life, dans laquelle elle pose avec d'autres actrices montantes : Marilyn Monroe, Lois Maxwell, Suzanne Dalbert, Laurette Luez, Jane Nigh et Enrica Soma. Au début des années 1950, elle n'apparaît plus que dans des films à petit budget, y compris des histoires de science-fiction, dont Fusée pour la lune en 1958. Elle apparaît dans un épisode de la série télévisée The Lone Ranger en 1952. Elle interprète Ann Howe dans la série télévisée The Joe Palooka Story (1954) avec son mari, Joe Kirkwood Jr (voir plus bas).
En 1959, elle incarne "Amelia Roberts" dans l'épisode "Marked Deck"  de la série télévisée western Bat Masterson. Cathy Downs travaille sporadiquement à la télévision dans les années 1960 : sa dernière apparition date de 1965 en tant que victime de meurtre dans la série Perry Mason et comme personnage principal dans le rôle de Millicent Barton dans The Case of the Hasty Honeymooner.
Elle arrête finalement de jouer la comédie à 40 ans et reste au chômage jusqu’à la fin de sa vie. 
Elle a son étoile sur le Hollywood Walk of Fame, au 6646 Hollywood Boulevard. Elle est maintenant une figure culte parmi les fans de science-fiction pour son travail dans les épopées de Poverty Row.

## Vie privée
Le 8 octobre 1949, à Las Vegas, Downs épousa Joe Kirkwood Jr., qui incarna le personnage de Joe Palooka au cinéma et à la télévision : le couple a divorcé le 24 février 1955. Le 21 juillet 1956, Downs a épousé Robert M. Brunson, directeur dans l'électronique : ils ont divorcé le 29 juillet 1963.
En 1976, son ancien mari, Joe Kirkwood Jr., apprit que Downs était dans une situation financière difficile. Il aurait créé un fonds en fiducie pour elle, lorsqu'il a appris qu'elle était décédée d'un cancer à l'âge de 50 ans. Elle est enterrée au cimetière Woodlawn, à Santa Monica en Californie.

## Filmographie
- 1945 : Diamond Horseshoe : Miss Cream Puff
- 1945 : La Foire aux illusions (State Fair) de Walter Lang : Girl on carrousel
- 1945 : The Dolly Sisters : Miss Mascara
- 1946 : L'Impasse tragique (The Dark Corner) : Mari Cathcart
- 1946 : Do You Love Me : Clothes Model
- 1946 : La Poursuite infernale (My Darling Clementine) de John Ford : Clementine Carter
- 1947 : For You I Die : Hope Novak
- 1948 : Panhandle : Jean 'Dusty' Stewart
- 1948 : Trente-six heures à vivre (The Noose Hangs High) de Charles Barton : Carol Scott
- 1949 : Massacre River : Katherine 'Kitty' Reid
- 1950 : Les Cavaliers du crépuscule (The Sundowners) de George Templeton : Kathleen Boyce
- 1950 : Short Grass : Sharon Lynch
- 1951 : Joe Palooka in Triple Cross : Anne Palooka
- 1952 : Marins et marraines (en) (Gobs and Gals) de R. G. Springsteen : Betty Lou
- 1953 : The Flaming Urge : Charlotte Cruickshank
- 1953 : Bandits of the West : Joanne Collier
- 1954 : The Joe Palooka Story (série TV) : Ann Howe (1954)
- 1955 : The Big Tip Off : Sister Mary Joan of Arc
- 1955 : The Phantom from 10,000 Leagues : Lois King
- 1956 : The Oklahoma Woman : Susan Grant
- 1956 : Kentucky Rifle : Amy Connors
- 1956 : The She-Creature : Dorothy Chappel
- 1957 : Curfew Breakers : Mrs. Bowman
- 1957 : The Amazing Colossal Man : Carol Forrest
- 1958 : Fusée pour la Lune (Missile to the Moon) de Richard E. Cunha : June Saxton